# Саббія
Саббія (італ. Sabbia, п'єм. Sabia) — муніципалітет в Італії, у регіоні П'ємонт, провінція Верчеллі.
Саббія розташована на відстані близько 560 км на північний захід від Рима, 100 км на північний схід від Турина, 65 км на північ від Верчеллі.
Населення — 58 осіб (2014).

## Демографія
Населення за роками:

Станом на 31 грудня 2014 року в муніципалітеті офіційно проживав 1 іноземець (громадянин Швейцарії).

## Сусідні муніципалітети
- Кравальяна
- Вальстрона
- Варалло